# Руффак
Руффа́к (фр. Rouffach) — коммуна на северо-востоке Франции в регионе Гранд-Эст (бывший Эльзас — Шампань — Арденны — Лотарингия), департамент Верхний Рейн, округ Тан — Гебвиллер, кантон Вендзенем. До марта 2015 года коммуна являлась административным центром одноимённого упразднённого кантона (округ Гебвиллер).
Площадь коммуны — 40,05 км², население — 4620 человек (2006) с тенденцией к снижению: 4561 человек (2012), плотность населения — 113,9 чел/км².

## Население
Численность населения коммуны в 2011 году составляла 4537 человек, а в 2012 году — 4561 человек.
| 1962 | 1968 | 1975 | 1982 | 1990 | 1999 | 2005 | 2006 | 2008 | 2010 | 2011 | 2012 |
| ---- | ---- | ---- | ---- | ---- | ---- | ---- | ---- | ---- | ---- | ---- | ---- |
| 4781 | 5053 | 4768 | 4615 | 4303 | 4187 | 4491 | 4620 | 4636 | 4574 | 4537 | 4561 |

Динамика населения:

## Экономика
В 2010 году из 3062 человек трудоспособного возраста (от 15 до 64 лет) 2210 были экономически активными, 852 — неактивными (показатель активности 72,2 %, в 1999 году — 67,2 %). Из 2210 активных трудоспособных жителей работали 2046 человек (1098 мужчин и 948 женщин), 164 числились безработными (96 мужчин и 68 женщин). Среди 852 трудоспособных неактивных граждан 347 были учениками либо студентами, 298 — пенсионерами, а ещё 207 — были неактивны в силу других причин.
На протяжении 2011 года в коммуне числилось 1672 облагаемых налогом домохозяйства, в которых проживал 3931,5 человек. При этом медиана доходов составила 21294 евро на одного налогоплательщика.

## Достопримечательности (фотогалерея)

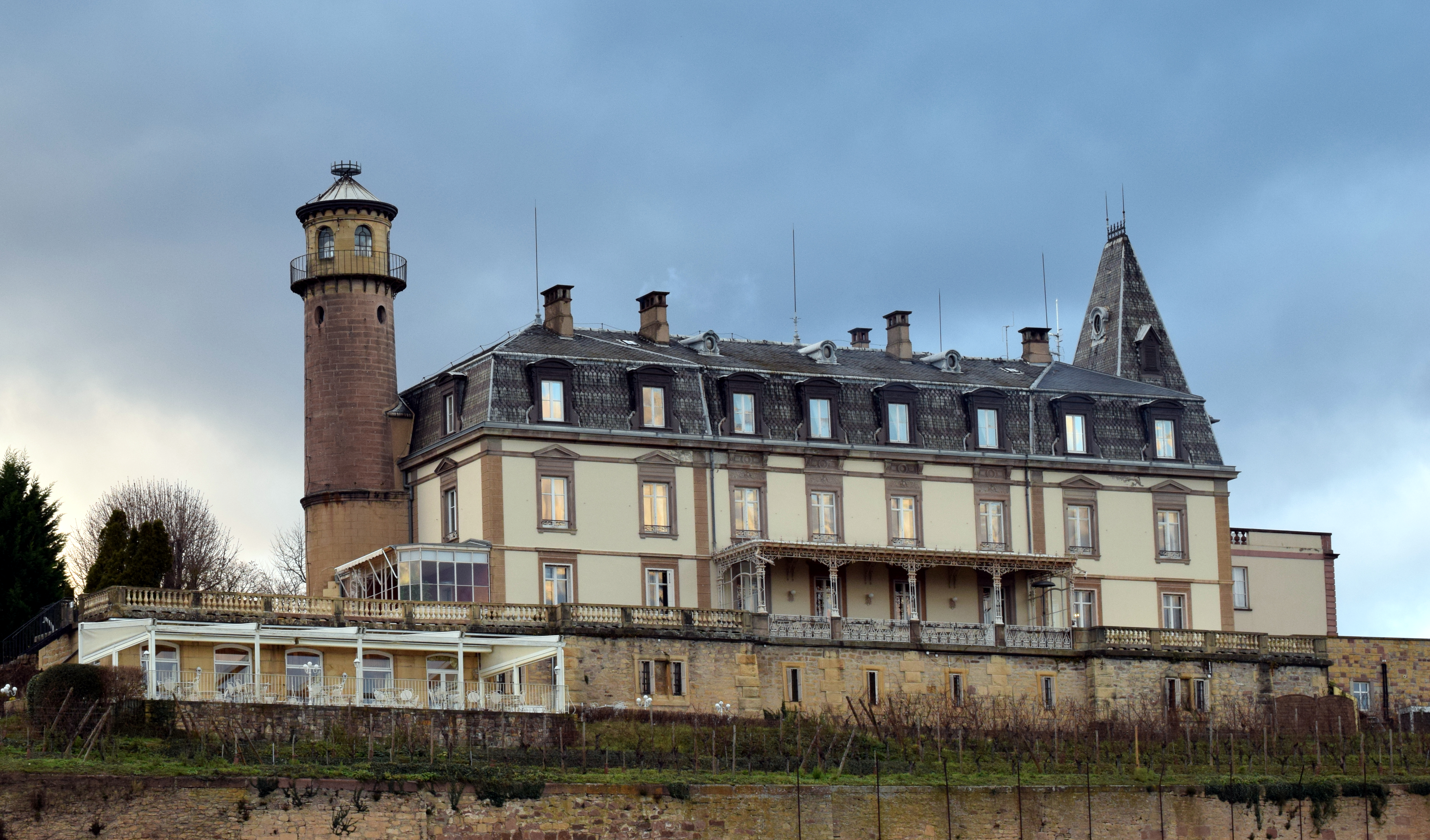
Шато